# Джеймі Роч
Джеймі Роч (англ. Jamie Rauch, 17 серпня 1979) — американський плавець.
Призер Олімпійських Ігор 2000 року.